# NGC 1385
NGC 1385 (другие обозначения — ESO 482-16, MCG -4-9-36, AM 0335-244, IRAS03353-2439, PGC 13368) — спиральная галактика с перемычкой (SBc) в созвездии Печь.
Этот объект входит в число перечисленных в оригинальной редакции «Нового общего каталога».
Галактика NGC 1385 входит в состав группы галактик NGC 1395. Помимо NGC 1385 в группу также входят ещё 32 галактики.
В 2002 году была измерена кривая вращения галактики. Масса нейтрального водорода в NGC 1385 составляет 2 миллиарда солнечных масс.